# مالاگا (سانتاندر)
مالاگا (انگلیسی: Málaga, Santander) نام شهری در کشور کلمبیا است.